# 朱芬塔峽谷
朱芬塔峡谷 (Juventae Chasma)是火星上一道向北延伸并形成了外流浚道迈亚谷的巨大箱形峡谷 (250 公里 × 100 公里)，朱芬塔峡谷位于科普剌塔斯区的水手谷北面并切入月神高原内5公里多。

## 命名
朱芬塔谷是斯基亚帕雷利以拉丁文“青春泉”(Juventae Fons)所命名。

## 观察
朱芬塔深谷谷底部分被沙丘覆盖，还有一座59公里长，23公里宽，高达2.5公里的山丘，根据火星快车号勘测，该山丘由硫酸盐沉积物组成，火星侦察轨道器还在朱芬塔谷底发现了硫酸盐、水合硫酸盐和氧化铁。朱芬塔谷分布有四座明亮的小丘或内部呈浅色的层状沉积物(IlD)，研究人员发现，单水合硫酸盐首先沉积谷底，然后上面又堆积了多水合硫酸盐。在朱文塔伊峡谷中也发现有硫酸镁质的硅钙石(Kieserite)。 
环绕火星轨道探测器已经在朱芬塔谷的东、西和南侧岩壁上发现了一系列的河道，他们似乎有不同的起源。有的可能起始于融雪、有的缘于地下水流侵蚀，还有一些则是降水形成的，另外，还存在一些倒转河道。
在火星其它地方所见到的倒转地形，在朱芬塔谷也可看到，其主要原因为沉积在溪流底部的沉积物，由于板结而变得耐侵蚀，随后该区域可能被掩埋，但最终上面的覆盖层又会被侵蚀掉，使以前的河道显现出来，火星全球探勘者号在火星上已发现了数起这一过程的示例。

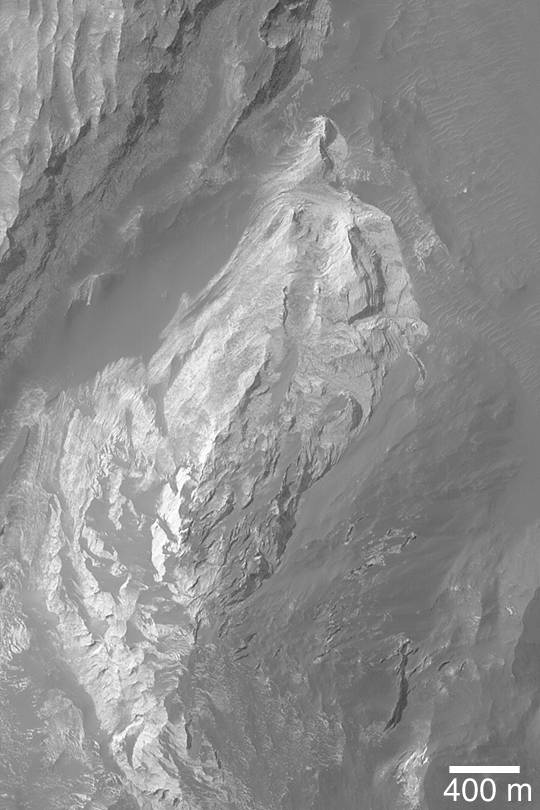
朱芬塔谷底部浅色沉积露头。
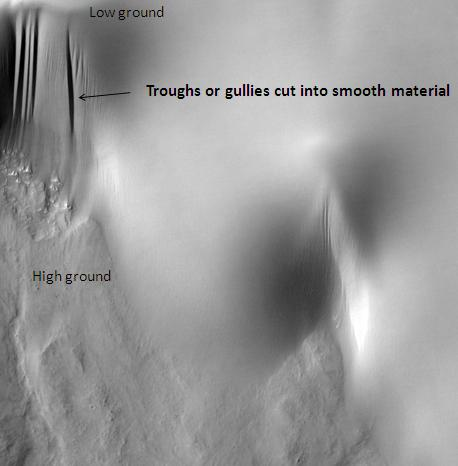
火星全球探勘者号看到的朱芬塔谷附近的倒转溪流。这些溪流从山脊顶部开始，然后汇合到一起。高分辨率成像科学设备
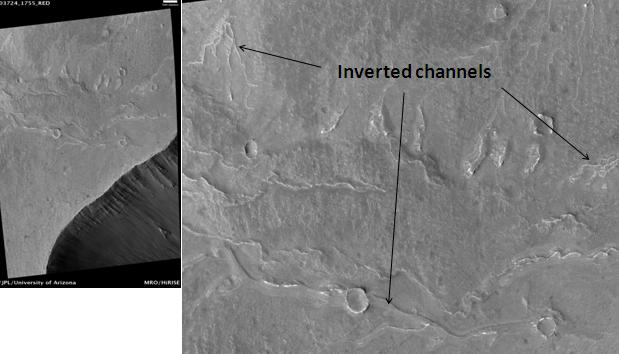
朱芬塔谷附近的反转河道，这些河道曾经为规则的河道。比例尺长500米。
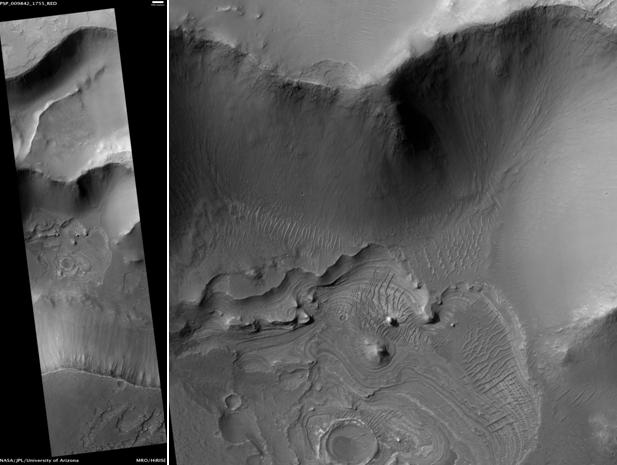
朱芬塔谷西侧的层状岩壁
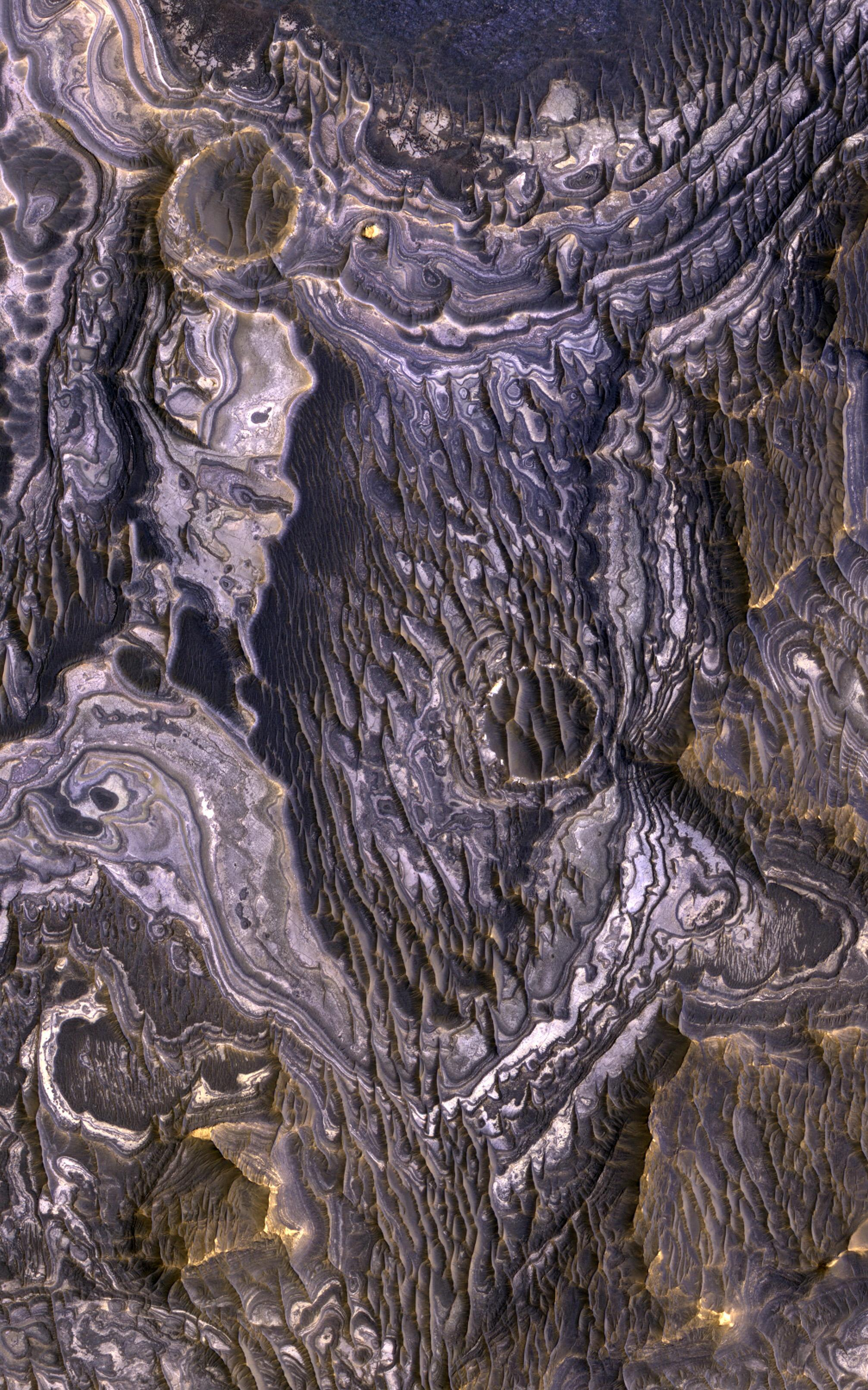
朱芬塔谷附近的高原

## 另请参阅
- 火星气候
- 火星地质
- 高分辨率成像科学设备
- 倒转地形
- 火星湖泊
- 火星全球探勘者号